# Xiaomi Redmi 1S
Xiaomi Redmi 1S (також відомий як Hongmi 1S) — покращена версія смартфона Xiaomi Redmi. Був представлений в лютому 2014 року. В серпні того ж року був представлений Xiaomi Redmi 1S 4G (також відомий як Hongmi 1S 4G) з підтримкою мережі 4G та іншими покращеннями.

## Дизайн
Екран виконаний зі скла. Корпус виконаний з пластику.
Ззовні смартфони схожі на перший Redmi.
Знизу знаходяться роз'єм microUSB та мікрофон. Зверху знаходиться 3.5 мм аудіороз'єм. З правого боку знаходяться кнопки регулювання гучності та кнопка блокування смартфону. Динамік та другий мікрофон знаходяться на задній панелі, яку можна зняти. Слоти під SIM-картки та карту пам'яті формату microSD до 32 ГБ розташовані під задньою панеллю.
Обидві версії Redmi 1S продавалися в 3 кольорах: чорному, в глянцевому білому та глянцевому червоному (Chinese Red). Також задню панель можна було змінити на панель іншого кольору.

## Технічні характеристики

### Платформа
Redmi 1S отримав процесор Qualcomm MSM8228 Snapdragon 400 (4×1.6 ГГц Cortex-A7) та графічний процесор Adreno 305.
Redmi 1S 4G отримав процесор MediaTek MT6582 (4×1.3 ГГц Cortex-A7) та графічний процесор Mali-400 MP2.

### Батарея
Redmi 1S отримав батарею об'ємом 2000 мА·год.
Redmi 1S 4G отримав батарею об'ємом 2200 мА·год.
В обох пристроях присутня можливість заміни батареї.

### Камера
Смартфони отримали основну камеру 8 Мп, f/2.2 з автофокусом та здатністю запису відео з роздільною здатністю 1080p@30fps. Фронтальна камера отримала роздільність  1.6 Мп та здатність запису відео в роздільній здатності 720p@30fps.

### Екран
Екран IPS LCD, 4.7", HD (1280 × 720) зі співвідношенням сторін 16:9 та щільністю пікселів 312 ppi.

### Пам'ять
Смартфони продавалися в комплектації 1/8 ГБ.

### Програмне забезпечення
Смартфони були випущені на MIUI V5. У Redmi 1S оболонка базувалася на Android 4.3 Jelly Bean, а в 1S 4G — на Android 4.4.2 KitKat. Були оновлені до MIUI 9 на базі Android 4.4.4 KitKat.